# 沒收比賽
在各項比賽中，沒收比賽是比賽自動結束，某隊伍自動輸了該場比賽。通常是因為罷賽、使用違規成員等造成。

## 足球
根據國際足球總會規定，導致沒收比賽的球隊皆以0比3輸，但該隊失球本身大於三球時則以原本的比分計算。

## 棒球
當有違規事件，如發現違規球員，便會宣布沒收比賽，通常也以9比0處理。
台灣職棒史上共出現過兩次沒收比賽事件，分別為中華職棒在1991年球季發生的「六一事件」，與台灣職棒大聯盟於1997年球季發生的「730罷賽事件」。

## 籃球
當此情況發生時皆以0比20判決其隊伍輸球。

## 板球
在运动中当队长选择放弃他球队的一局时，板球就会被没收。如果一支球队没收了整场比赛，那么裁判员将把比赛授予另一支球队

## 另見
- 無觀眾比賽
- 紅牌、黃牌
- 比賽造假